# 2020高校野球 僕らの夏
『2020高校野球 僕らの夏』（にせんにじゅうこうこうやきゅう ぼくらのなつ）は、朝日放送テレビで甲子園高校野球交流試合期間中の2020年8月10日から8月17日まで放送された交流試合ダイジェスト・ドキュメンタリー番組。

## 概要
日本高等学校野球連盟（日本高野連）では2020年に、新型コロナウイルス感染拡大の影響で、第92回選抜高等学校野球大会・第102回全国高等学校野球選手権本大会および、選手権本大会への出場校を決める全ての地方大会を相次いで中止した。
ただし、選抜大会の中止が出場校（全32校）を決めた後（大会開幕1週間前の3月11日）であったことから、日本高野連では全32校への招待試合として2020年甲子園高校野球交流試合を阪神甲子園球場で開催することを決定。選手権本大会の開催を予定していた8月中旬に6日間実施されることから、例年は同大会を中継している朝日放送グループ（朝日放送テレビ・朝日放送ラジオ）およびBS朝日が、交流試合の全16試合を中継した。
当番組では、前年（2019年）の第101回全国高等学校野球選手権本大会期間中に放送された『熱闘甲子園』（朝日放送テレビ・テレビ朝日の共同制作番組） に続いて、古田敦也（テレビ朝日野球解説者）とヒロド歩美（放送時点で朝日放送テレビアナウンサー）がMCを務めた。
本放送は関西ローカル限定で、テレビ朝日は制作に参加しなかった。例年は『熱闘甲子園』を放送しているテレビ朝日系列の他局も、深夜帯の番組編成との兼ね合いなどから（番組販売扱いによる遅れ放送を含めて）当番組のネットを見送ったほか、交流試合の完全生中継を実施しているBS朝日でも編成されていない。その一方で、制作局の朝日放送テレビでは、関西ローカルで放送済みの映像を本放送日から1週間限定でTVerから動画で配信。朝日放送グループのスカイ・Aでは、交流試合の閉幕後（2020年9月6日）に、当番組の全国向け一斉再放送を実施した。さらに、同年11月27日からは、当番組の放送内容を収録したDVDを発売。
朝日放送テレビ社長の山本晋也は、当番組の放送を発表した定例記者会見（2020年7月8日）で、当番組と『熱闘甲子園』を別々の番組として扱うことを明言している。古田とヒロドによる進行・試合解説パートを例に取れば、『熱闘甲子園』と違ってスタジオを使用せず、甲子園球場のバックネット裏で交流試合の前後に収録。前半（8月10 - 12日）に組まれていた全8試合を当初の予定通りに消化したことから、本来は予備日として設定されている13日・14日には、交流試合の開幕前から地方大会の代替措置として全47都道府県で開催されている都道府県連盟主催の大会（独自大会）に関するドキュメンタリーを放送した。その一方で、上記以外の日の放送では、『熱闘甲子園』のレギュラーコーナーでもあるミニドキュメント「夏跡（なつあと）」を組み込んでいた。
テレビ朝日系列では、古田・ヒロド・長島三奈の取材による『高校野球特番2020 君だけの甲子園』を、交流試合の閉幕後（2020年8月23日の21:00 - 22:54）に全国ネットで放送した。この番組は高校野球関連番組では珍しくテレビ朝日の単独制作で、同局の公式サイト内に番組のページを設けていたが、朝日放送テレビは制作協力局の1つとして交流試合・選手権本大会中継のアーカイブ映像などを提供している。

## 放送時間
前述した独自大会の特集を盛り込んだことから、『熱闘甲子園』と違って、本来は試合を組まない予備日（8月13日・ 14日）にも放送した。
- 8月10日 - 14日・17日：月 - 金曜 23:17 - 23:47
- 8月16日：日曜 0:05 - 0:35（15日深夜、土曜深夜）・23:10 - 23:35

交流試合は当初の予定通りに全日程を終えたが、予定されていた試合が雨天などで順延された場合や、朝日放送テレビが特別編成を急遽実施する場合などには、放送日・時間帯の変更や放送期間の延長で対応することを想定していた。

## 出演者
◎は放送時点で朝日放送テレビのアナウンサー。いずれも、前年（2019年）の『熱闘甲子園』から事実上続投している。

### MC
- 古田敦也（野球解説者、ヤクルトスワローズ元捕手・監督）
- ヒロド歩美◎（放送の時点では朝日放送テレビの東京オフィスへ赴任）
  - 当番組の放送時点では、2016年から『熱闘甲子園』、2017年10月改編から『サンデーLIVE!!』（テレビ朝日・朝日放送テレビ・メ〜テレの共同制作番組）でも共演。当番組放送期間中の『サンデーLIVE!!』（2020年8月16日放送分）には、同番組の1コーナーである「古田敦也の週刊シラベルスポーツ」にて阪神甲子園球場からの生中継で出演した（2018年以降の『熱闘甲子園』放送期間中と同じ対応）。
  - 2018年からの『熱闘甲子園』に続いて、当番組の放送期間中には、ヒロドがinstagram上に個人名義で開設しているアカウントを「当番組のinstagram公式アカウント」として扱っていた。

### ナレーター
- 藤崎健一郎◎
  - 『熱闘甲子園』ではテレビ朝日から派遣されるスポーツアナウンサーと交互に担当するが、朝日放送テレビが単独で制作する当番組では、藤崎がナレーションを一手に担っていた。

## テーマソング
- ベリーグッドマン「Dreamer」[4]
  - 2020年8月13日には、この曲の制作現場（同年7月に収録した映像）やヒロドによるメンバー（Rover・MOCA・HIDEX）へのオンラインインタビューの模様が放送されるとともに、MOCAの高校（延岡学園高等学校硬式野球部員）時代の写真が紹介された。
  - 「Dreamer」は「ABC2020高校野球パワーソング」として制作されたが、朝日放送（ABC）グループ制作の交流試合中継・関連番組に加えて、『高校野球特番2020 君だけの甲子園』やBS朝日の交流試合中継でも流された。